# Єгипет на літніх Олімпійських іграх 1992
Єгипет брав участь у Літніх Олімпійських іграх 1992 року у Барселоні (Іспанія) усімнадцяте за свою історію, але не завоював жодної медалі.